# Salticus quagga
Salticus quagga là một loài nhện trong họ Salticidae.
Loài này thuộc chi Salticus. Salticus quagga được František Miller miêu tả năm 1971.